# Giovanni Animuccia
Giovanni Animuccia (ur. ok. 1514 we Florencji, zm. 25 marca 1571 w Rzymie) – włoski kompozytor. Jego twórczość wpłynęła na postawnie monodii akompaniowanej
Od 1555 do końca życia był kapelmistrzem bazyliki św. Piotra na Watykanie, zastępując na tym stanowisku Giovanniego Pierluigiego da Palestrinę. Jego styl muzyczny charakteryzuje się homofonią, sylabicznością, deklamacyjnością oraz prostym rytmem.

## Twórczość
Opracowano na podstawie materiału źródłowego:
- 4 zbiory madrygałów 3-6-głosowych (1547, 1551, 1554, 1565)
- motety 5-głosowe (1552)
- 3 zbiory wielogłosowego Laudi spirituali (1563, 1570, 1577)
- msze 4-6-głosowe (1567)
- magnifikaty 4-głosowe (1568) i 8-głosowe (rok nieznany)